# Rhön-Klasse
Die Rhön-Klasse umfasst zwei Betriebsstofftransporter der Deutschen Marine.

## Technische Daten und Aufgaben
Die Schiffe besitzen eine Einsatzverdrängung von 14.169 Tonnen und haben eine Höchstgeschwindigkeit von 16 kn. Die Ladekapazität umfasst etwa 11.500 Kubikmeter. Die Schiffe werden von einem Zwölfzylinder-MaK-Dieselmotor mit einer Leistung von 5880 kW beziehungsweise 8000 PS angetrieben. Der Motor wirkt auf einen Verstellpropeller. Die Besatzung besteht aus zivilen Kräften und umfasst 40 bis 42 Personen.
Die Schiffe dienen der Seeversorgung von Einheiten der Deutschen Marine. Zu diesem Zweck sind die technischen Vorrichtungen den militärischen Anforderungen entsprechend ausgelegt.

## Geschichte
Die beiden Schiffe der Klasse wurden in den siebziger Jahren als zivile Öltanker Okene und Okapi für die dänische Reederei Terkildsen & Olsen gebaut und sollten die Flagge Liberias führen. Sie wurden bereits nach kurzer Zeit zum Verkauf angeboten und am 18. März 1976 von der Bundesmarine erworben, die sie 1977 als Rhön (A 1443) und Spessart (A 1442) in Dienst stellte. Sie sind nach den Mittelgebirgen Rhön und Spessart benannt.
Beide Schiffe gehören zum Trossgeschwader der deutschen Marine, die Rhön ist in Wilhelmshaven stationiert, die Spessart in Kiel.
Wegen Maschinenproblemen wurden die beiden Schiffe im Juni 2018 zeitweilig außer Betrieb genommen. Die für die Schiffssicherheit zuständige DNV GL entzog den beiden Tankern die Betriebszulassung. Sie sollen nach der Reparatur bis 2024 in Dienst bleiben. Als Ersatz sind zwei Marinebetriebsstoffversorger Klasse 707 vorgesehen. Ende 2020 rügte der Bundesrechnungshof den Betrieb der Schiffe und forderte ihre Außerdienststellung.
Im Sommer 2021 wurde der Auftrag für zwei Neubauten an die Lürssen-Werft erteilt. Die Marinebetriebsstoffversorger der Klasse 707 sollen ab 2025 in Dienst gestellt werden. Die Schiffe der Rhön-Klasse erreichen das Ende ihrer Nutzungsdauer im August 2026.

## Einsatz
Während eines Einsatzes im Rahmen der Operation Atalanta wurde die Spessart am 29. März 2009 vor der Küste Somalias von Piraten angegriffen. Das an Bord befindliche Sicherungskommando erwiderte das Feuer auf die Piraten und konnte den Angriff abwehren, anschließend nahm der Tanker die Verfolgung der flüchtenden Piraten auf. Herbeigerufene Kriegsschiffe konnten die Angreifer schließlich festnehmen.